# Mary McCaslin
Mary McCaslin (Indianapolis (Indiana), 22 december 1946 – Hemet (Californië), 2 oktober 2022) was een Amerikaanse folkzangeres, die hedendaagse volksmuziek schreef, opnam en speelde. Ze heeft voornamelijk opnamen gemaakt voor Philo Records en heeft gereisd en opgetreden met haar ex-man Jim Ringer.

## Biografie
Haar muziek varieert van ballades uit het oude westen tot haar eigen liedjes uit het nieuwe westen en de moderne tijd. Ze wordt beschouwd als een pionier op het gebied van open gitaarstemmingen en staat bekend om haar kenmerkende vocale stijl. Haar invloeden zijn te horen bij veel jongere folkartiesten.
Ze staat bekend om haar vertolkingen van popstandards en rockklassiekers, zoals Ghost Riders In The Sky, The Wayward Wind, Things We Said Today van The Beatles en My World Is Empty van The Supremes. Haar versies van Blackbird van The Beatles en Pinball Wizard van The Who staan bekend om haar clawhammer banjo-begeleiding. Haar meest populaire folkliederen zijn Way Out West en Old Friends.
McCaslins muziek vertoont een verscheidenheid aan invloeden, waaronder de westernballads van Marty Robbins, het gitaarspel van Joan Baez en Joni Mitchell, het zingen en banjo spelen van Hedy West en de vocale verbuigingen van The Beatles en The Bee Gees.
Robert Christgau schreef over McCaslins lp Way Out West en zei in Christgau's Record Guide: Rock Albums of the Seventies (1981): McCaslin geeft de voorkeur aan eenvoudige melodieën en alledaagse beelden en haar zang is speels melodramatisch - deze vrouw verkent het territorium van Joni Mitchell met evenveel intelligentie, meer charme en zonder drums.
Haar liedjes zijn opgenomen door Tom Russell (Prairie In The Sky), Bill Staines (Prairie In The Sky), Gretchen Peters (Prairie In The Sky) , David Bromberg (Young Westley), Kate Wolf (The Ballad of Weaverville), Stan Rogers (Down The Road) en Còig (Down The Road). De Grand Canyon Railroad heeft haar nummer Last Cannonball gebruikt voor haar promotionele televisiereclame.
McCaslin woonde in Hemet en leed aan de ziekte van Parkinson. Ze overleed op 75-jarige leeftijd.

## Discografie
- 1969: Goodnight Everybody (Barnaby, heruitgegeven als Blue Ridge Epitaph, Picc-A-Dilly, lp, 1980)
- 1973: Way Out West (Philo)
- 1975: Prairie in the Sky (Philo)
- 1977: Old Friends (Philo)
- 1978: The Bramble & the Rose ( (Philo, duet met Jim Ringer)
- 1979: Sunny California (Mercury Records, opnieuw uitgebracht in 1986 bij Philo)
- 1981: A Life and Time (Flying Fish)
- 1984: The Best of Mary McCaslin (Philo, 11-track compilatie van Philo-opnamen)
- 1992: The Best of Mary McCaslin: Things we said Today (Philo, 18-track compilatie van Philo-opnamen)
- 1994: Broken Promises (Philo)
- 1999: Rain - The Lost Album Bear Family (1967/1968 Capitol-opnames werden pas uitgebracht in 1999)
- 2002: Mitchell/Collins Girls from Santa Cruz concert met Lacy J. Dalton en Ginny Mitchell
- 2006: Mary McCaslin Better Late than Never

- Gemeinsame Normdatei: 134980263
- International Standard Name Identifier: 0000 0000 8004 9015
- Library of Congress Control Number: n87817276
- MusicBrainz: dfc27868-6f62-40a3-a0b5-ee92b196d5f9
- Virtual International Authority File: 79892320
- WorldCat: E39PBJgRTtrKPp3XfddVJJkJjC